# HR Giger

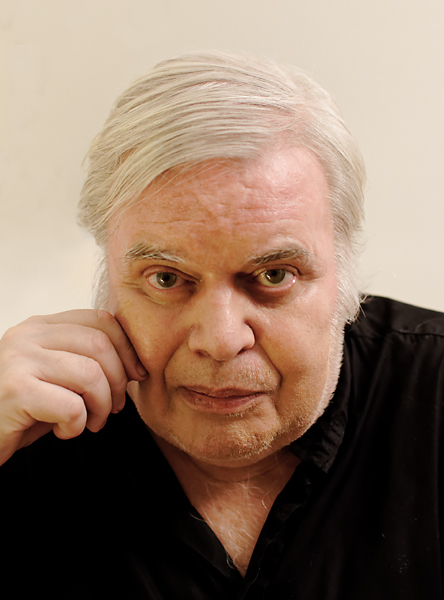
HR Giger (2012)

Hans Rudolf Giger (* 5. Februar 1940 in Chur; † 12. Mai 2014 in Zürich; heimatberechtigt in Basel und Nesslau) war ein Schweizer bildender Künstler, Maler und Oscarpreisträger.

## Biographie

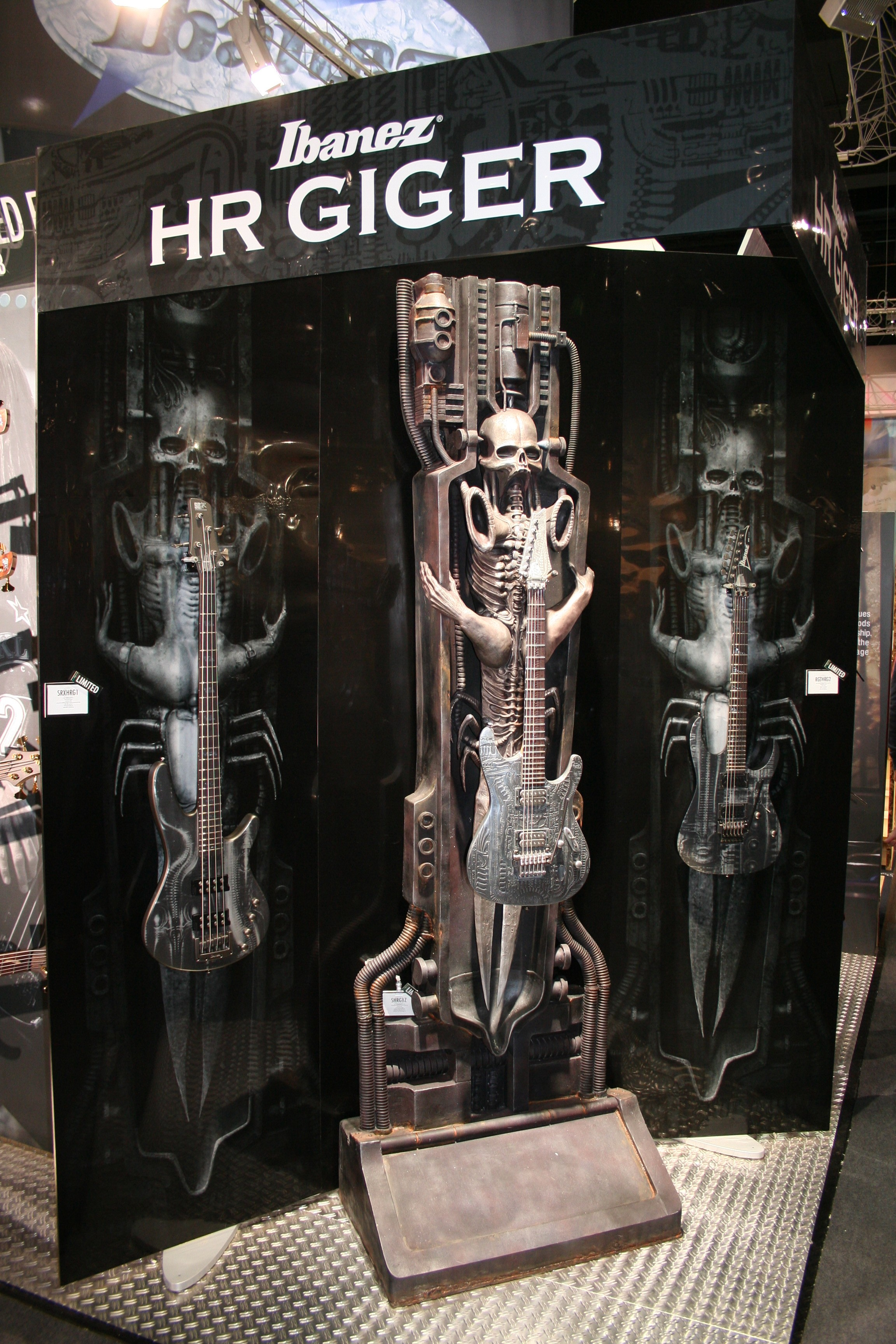
E-Bass und zwei E-Gitarren im Giger-Design

HR Giger wurde als Sohn des Apothekers Hans Richard Giger und seiner Frau Melly Giger in Chur, Graubünden, geboren. Als Kind war er sehr scheu und zurückhaltend. Er wurde katholisch erzogen, was seine Kunst später beeinflusste. Nach Abschluss des Gymnasiums und einer Bauzeichnerlehre studierte er ab 1962 Innenarchitektur und Industriedesign an der Kunstgewerbeschule in Zürich. Während seiner Ausbildung entstanden seine ersten Tuschefederzeichnungen (Atomkinder), woraufhin er seine Werke in den Untergrundzeitungen Hotcha!, Clou, Agitation und The Cthulhu News von Robert A. Fischer veröffentlichte. Dennoch blieb er noch einige Zeit eher unbekannt, was sich erst nach 1966 änderte, als er sein Studium abschloss und sich als Innenarchitekt etablierte. Er arbeitete als Angestellter des Designers Andreas Christen in Zürich an einem Büromöbelprogramm der Firma Knoll International und hatte wenig später die erste Ausstellung seiner Werke. In den nächsten zwei Jahren schuf er zahlreiche Skulpturen und Bilder wie zum Beispiel Gebärmaschine, Astreunuchen oder Koffer-Baby, mit denen er nach einer weiteren Ausstellung in Zürich schliesslich bekannt und kommerziell erfolgreich wurde.
Bereits 1968 war er ausschliesslich als Künstler und Filmemacher tätig. Als Szenen- und Kostümbildner prägte er mit seinem Stil bekannte Filme wie Alien (1979) oder Species (1995). Für seine Mitwirkung an Alien wurde Giger 1980 ein Oscar in der Kategorie Beste visuelle Effekte verliehen, und sein Stil wurde einem breiteren Publikum bekannt. Mit seinen finsteren Zeichnungen, düsteren Plattencovern und Kreationen prägte er über Jahrzehnte die Ästhetik der Death- und Black-Metal-Szene. Auch das Plattencover KooKoo für Debbie Harry und das Cover Brain Salad Surgery für Emerson, Lake and Palmer gelten als Meilensteine.
Giger war mehrere Jahre lang mit der Schweizer Schauspielerin Li Tobler liiert, die sich am Pfingstmontag 1975 das Leben nahm. 1979 heiratete Giger Mia Bonzanigo; die Ehe endete nach anderthalb Jahren. Mia Bonzanigo inspirierte Giger unter anderem zur Bildserie Erotomechanics. Seine zweite Frau Carmen Maria Scheifele Giger heiratete er 2006. Zu Gigers Freunden zählten Persönlichkeiten wie der Künstler Friedrich Kuhn und Timothy Leary.

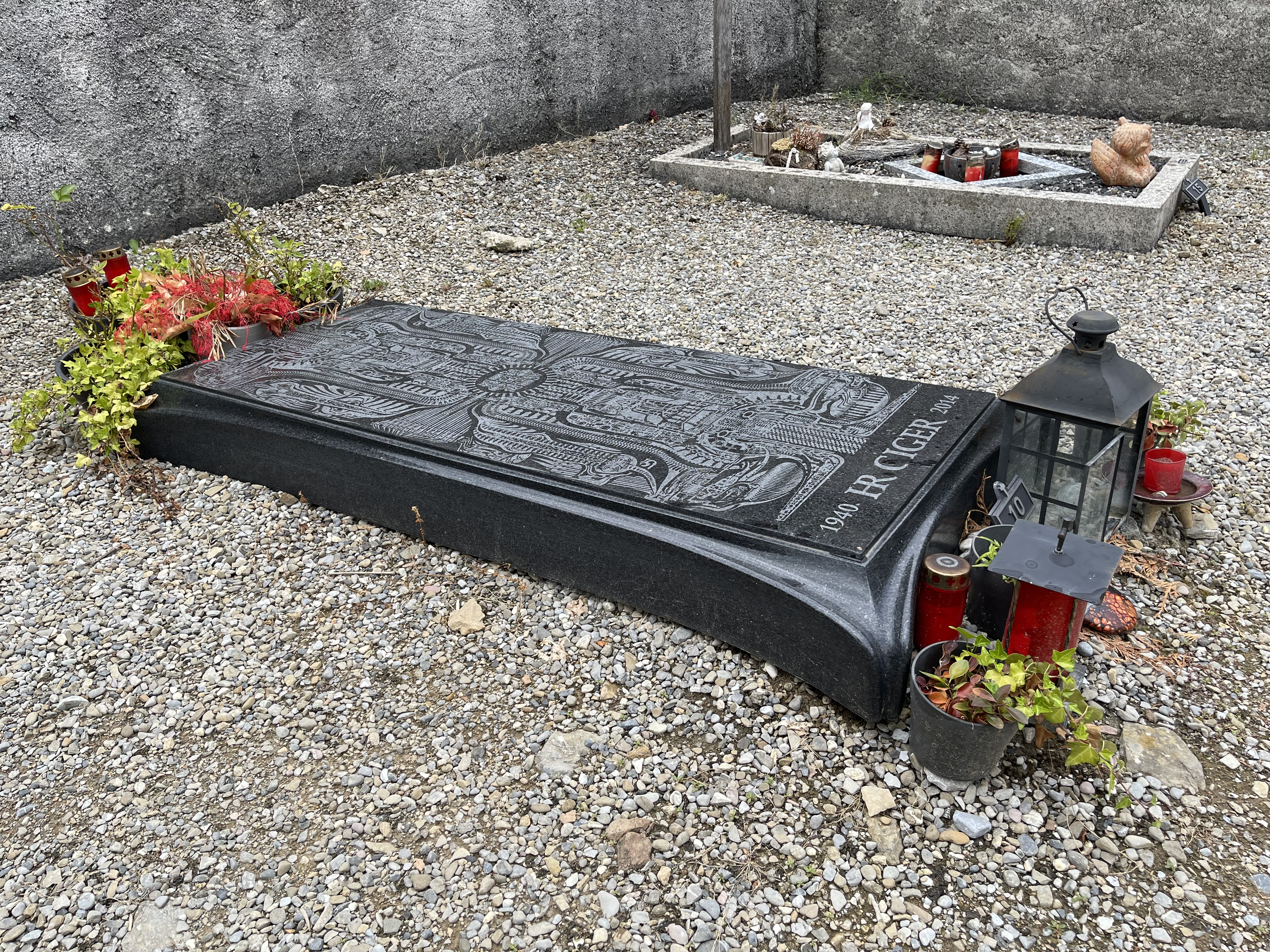
Grab von HR Giger auf dem Friedhof von Greyerz im Kanton Freiburg.

Gigers Werk kann dem Surrealismus zugerechnet werden; im Vergleich zu einem der berühmtesten Vertreter dieser Stilrichtung, Salvador Dalí, wird deutlich, wie anders der Blickwinkel Gigers auf die Welt war. Einflüsse des Phantastischen Realismus leiten sich auch durch die Freundschaft zu Vertretern der Wiener Schule des Phantastischen Realismus wie Ernst Fuchs her. Miodrag Djuric wurde von Giger geschätzt. Wiederkehrendes Thema seiner Werke ist der von ihm geprägte Begriff der Biomechanoiden, für seinen Stil in einem düsteren surrealistischen Sujet Kreatürlich-Organisches mit Technisch-Mechanischem, im verstörenden bis morbiden Zusammenspiel mit sexuellen Andeutungen, zu verschmelzen. Neben seinem wichtigen malerischen Werk gestaltete er auch Grafiken, Skulpturen und Möbel. 2014 und 2023 veröffentlichte Supreme limitierte Kleidungsstücke mit seinen Werken.
HR Giger lebte und arbeitete in Zürich-Seebach. Er erlag am 12. Mai 2014 in einem Zürcher Krankenhaus den Verletzungen, die er sich bei einem Sturz zugezogen hatte. Sein Grab befindet sich auf dem Friedhof von Greyerz im Kanton Freiburg.

## Werke

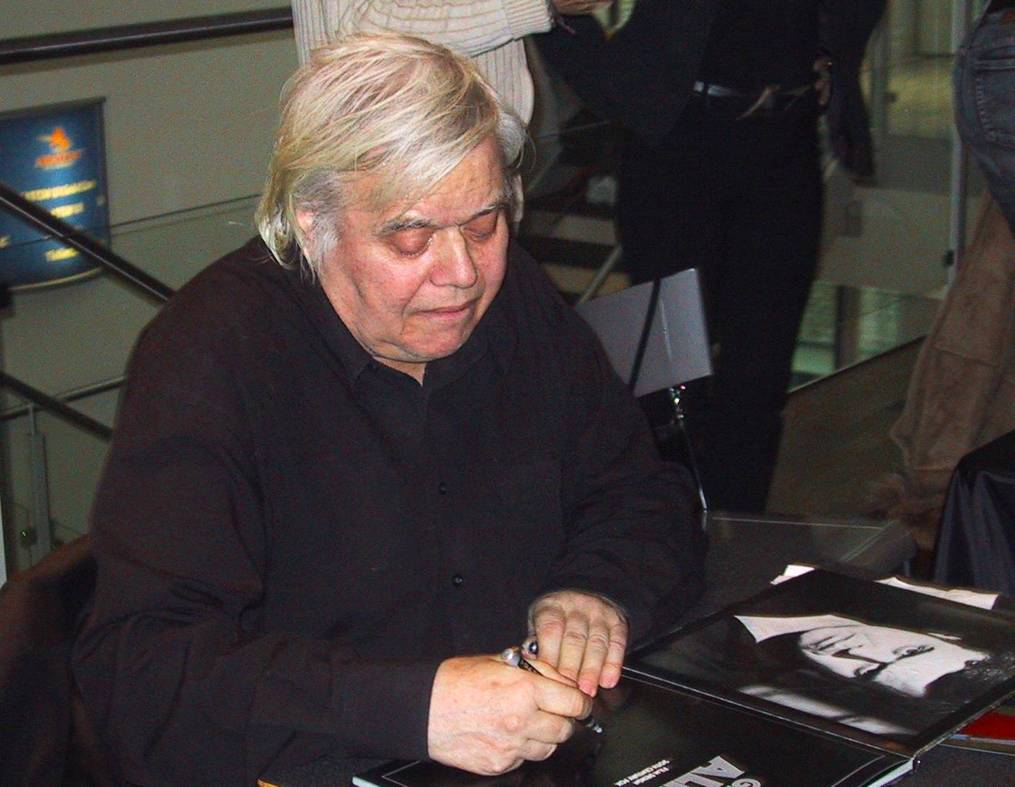
HR Giger 2005 auf der 2. Zürcher Filmbörse

### Zeichnungen
Ab 1960 wurden Tuschezeichnungen von Giger in Schülerzeitungen und Untergrundzeitschriften veröffentlicht. Zeichnungen wie die Serie Atomkinder (1963–64) liessen bereits erahnen, was in Giger schlummerte.

### Gemälde
Ab 1966 entstanden die ersten Gemälde Gigers, die meisten davon in Öl. Als Giger 1972 die Spritzpistole (Airbrush) für sich entdeckte, wurde dies seine bevorzugte Malweise. In den folgenden 20 Jahren entstanden etwa 600 Gemälde mit Tusche und Acrylfarben, einige davon über vier Meter breit. Darunter auch einzelne Gemälde wie z. B. (Tagtraum oder Schlangenlandschaft) welche in Gemeinschaftsarbeiten zusammen mit Malern wie Claude Sandoz, Walter Wegmüller oder Martin Schwarz entstanden. Anfang der 1990er Jahre gab Giger die Malerei auf, um sich ganz dem dreidimensionalen Schaffen zu widmen.

### Skulpturen

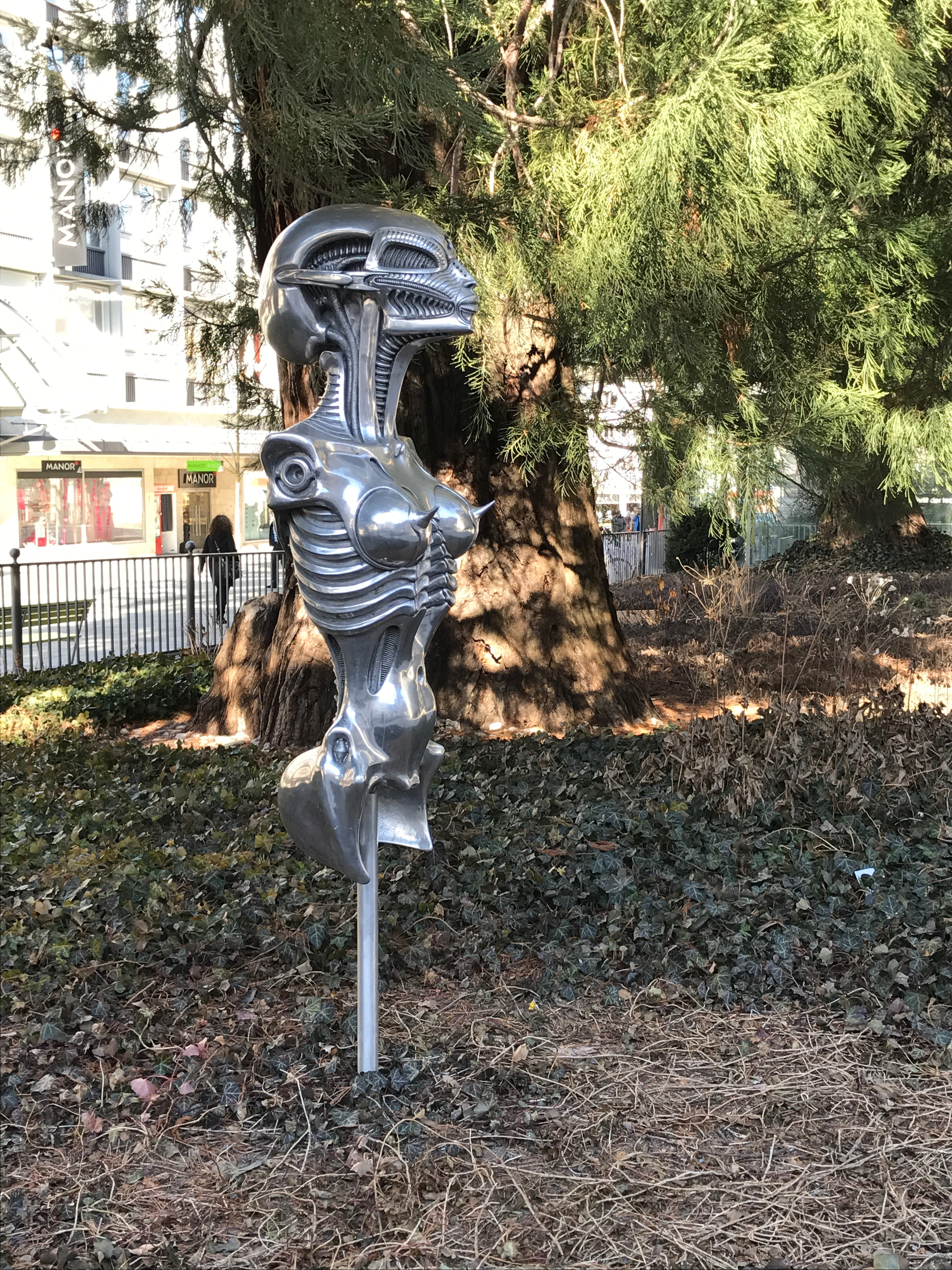
Weiblicher Torso von HR Giger, 2009 im Garten des Bündner Kunstmuseums

Die ersten plastischen Arbeiten entstanden Mitte der 1960er Jahre. Zu dieser Zeit arbeitete Giger bevorzugt mit Polyester, so z. B. 1968, als er Kostüme für den Schweizer Film Swissmade von Fredi M. Murer schuf. Später entstanden auch Objekte aus Bronze, Aluminium und anderen Materialien. In den 1990er Jahren schuf Giger für seinen Zodiacbrunnen die zwölf Tierkreiszeichen als Biomechanoiden. Ab dem Zeitpunkt, als Giger mit dem Malen aufhörte, beschäftigte er sich unter anderem damit, einige seiner früheren Bilder ins Dreidimensionale umzusetzen, unter anderem Gebärmaschine und Passagen.
In der Zeit von 1996 bis 2007 wurden eine Vielzahl von Gigers Zeichnungen durch Ronald Brandt in dreidimensionale Skulpturen umgesetzt.
Er war der persönliche Assistent Gigers. Viele dieser Skulpturen sind in Gigers Museum und dem Giger Cafe zu besichtigen.

### Möbel
Die bekanntesten Möbelstücke Gigers sind die ursprünglich für den Film Dune (1984) entworfenen Harkonnen-Möbel. Daraufhin gründete er mit Conny Fries ein Atelier für Möbelbau, wo der Harkonnen-Capo-Stuhl mit drei aufeinandergetürmten Totenschädeln entstand. 
Giger entwarf auch Tische, Spiegel, Lampen und andere Objekte, wie z. B. einen Mikrofonständer für Jonathan Davis von Korn.

### Filmdesign
- 1968: Swiss Made 2069. Regie: H. R. Giger, Fredi M. Murer. Giger entwarf für den Film einen ausserirdischen Beobachter/Reporter mit dazugehörendem Hund. Der Hundepanzer aus Polyester befindet sich im Dalí-Museum in Portlligat in der spanischen Gemeinde Cadaqués.
- 1976: Dune (der Film, ursprünglich von dem chilenischen Regisseur Alejandro Jodorowsky geplant, wurde später ohne Giger von David Lynch realisiert)
- 1979: Alien (Oscar Best Achievement for Visual Effects)
- 1986: Poltergeist II – Die andere Seite
- 1988: Teito Monogatari
- 1992: Alien 3
- 1995: Species
- 1995: Batman Forever (Giger entwarf ein Batmobil, das aber nicht realisiert wurde)
- 1996: Kondom des Grauens
- 2003: Debilitas (Cast) Regie Heiko Muuss & Claudia Rinder. Ein Film von Nuckleduster in Zusammenarbeit mit Oswald Henke.
- 2012: Prometheus – Dunkle Zeichen

### Schallplatten- und CD-Cover / Video-Clips
- 1969: The Shiver – Walpurgis

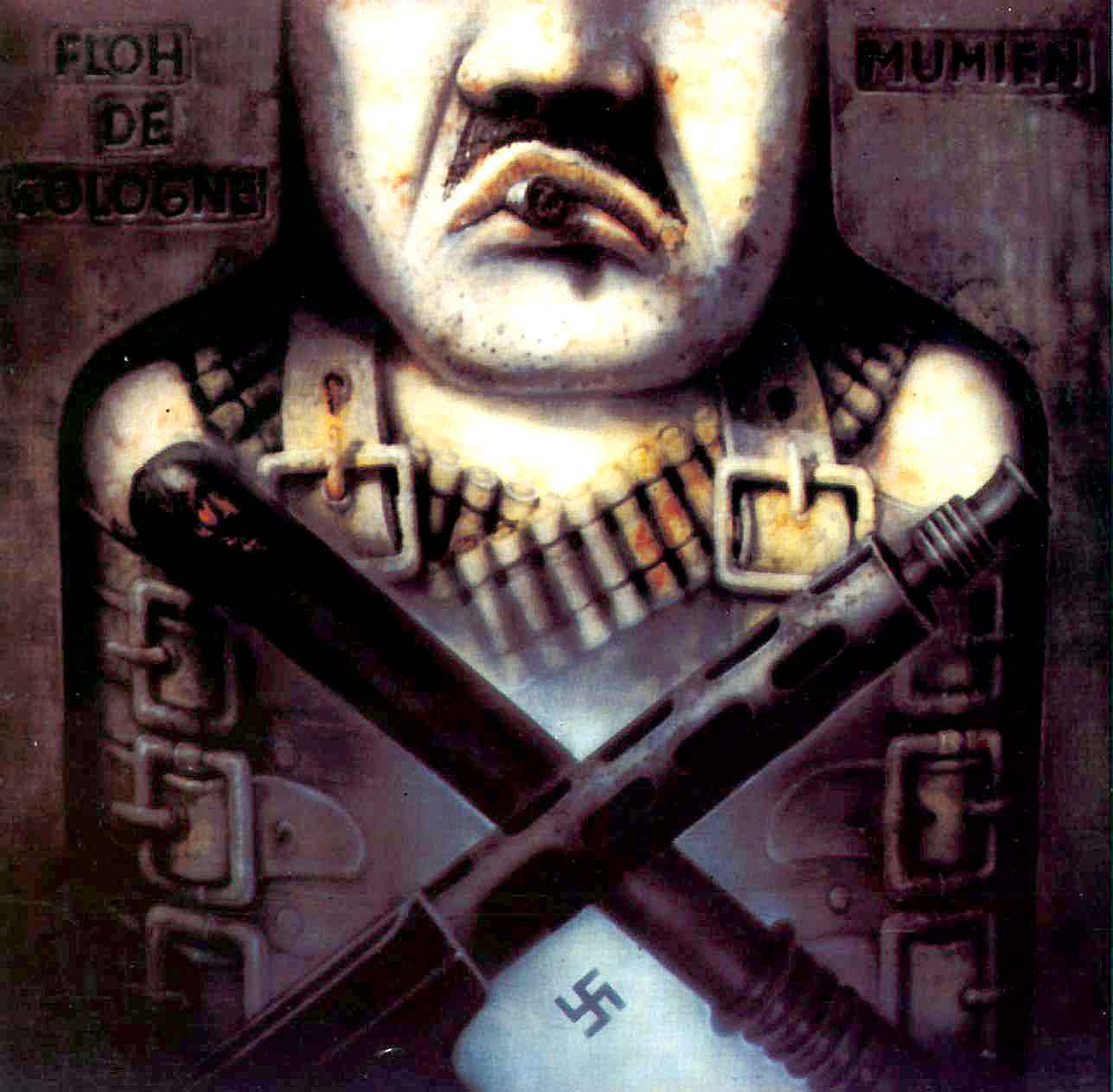
Floh de Cologne: Coverbild für Mumien – Kantate für Rockband von HR Giger

- 1973: Emerson, Lake and Palmer – Brain Salad Surgery (Nach dem Ende einer Ausstellung in Prag gingen beide Originalgemälde Work 217: ELP I und Work 218: ELP II am 31. August 2005 verloren; vermutlich wurden sie gestohlen.)[11]
- 1974: Floh de Cologne – Mumien / Kantate für Rockband
- 1977: Magma – Attahk
- 1977: Island – Pictures
- 1981: Debbie Harry – KooKoo
- 1985: Celtic Frost – To mega therion
- 1985: Dead Kennedys – Frankenchrist (im Album enthaltenes und viel diskutiertes Poster)
- 1987: Pankow – Freiheit für die Sklaven
- 1989: Steve Stevens – Atomic Playboys
- 1990: Atrocity – Hallucinations
- 1991: Sacrosanct – Recesses for the Depraved
- 1991: Clepsydra – Hologram (eine Gürtelschnalle von HR Giger wurde für das Cover holographiert)
- 1992: Danzig – Danzig III: How The Gods Kill
- 1994: Carcass – Heartwork
- 1994: Dr. Death – Preapocalyptic Visions
- 1994: Hide – Hide Your Face
- 1999: Dr. Death – Somewhere in nowhere (Birthmachine)
- 2000: Böhse Onkelz – Dunkler Ort (Video-Clip, die Dreharbeiten fanden im HR-Giger-Museum statt)
- 2003: Paganini – Esoterrorism
- 2010: Triptykon – Eparistera Daimones
- 2014: Triptykon – Melana Chasmata

### Computerspiele
- Dark Seed 1992 und Dark Seed II 1995.

## Museum, Bars und Erinnerungsstätten
1988 entstand in Tokio die erste Giger-Bar, die allerdings nach wenigen Jahren wieder geschlossen wurde. 1992 wurde in Gigers Geburtsstadt Chur die zweite Giger-Bar eröffnet. In der New Yorker Diskothek The Limelight existierte von 1998 bis zur Schliessung der Diskothek im Jahr 2002 der HR Giger Room.
1998 wurde in Greyerz (franz. Gruyères), Kanton Freiburg, in der Schweiz das HR Giger Museum eröffnet. Das Museum ist im Schloss St-Germain untergebracht, das Giger 1997 ersteigert hatte. Das Museum beherbergt Gigers private Sammlung phantastischer Kunst (u. a. Arbeiten von Günter Brus, Ernst Fuchs, Gottfried Helnwein, Arnulf Rainer, Franz Ringel, Thuri Werkner) sowie eine Sammlung eigener Werke. Im Jahr 2003 wurde das Museum in Greyerz um eine Giger-Bar erweitert. 2003 eröffnete Giger die Museum HR Giger Bar in Greyerz, direkt neben dem Museum HR Giger.
Im November 2015 wurde in Chur der «Gigerplatz» eingeweiht, ein kleiner Platz in unmittelbarer Umgebung von Gigers Geburtshaus an der Storchengasse. Am Haus wurde eine Gedenktafel angebracht

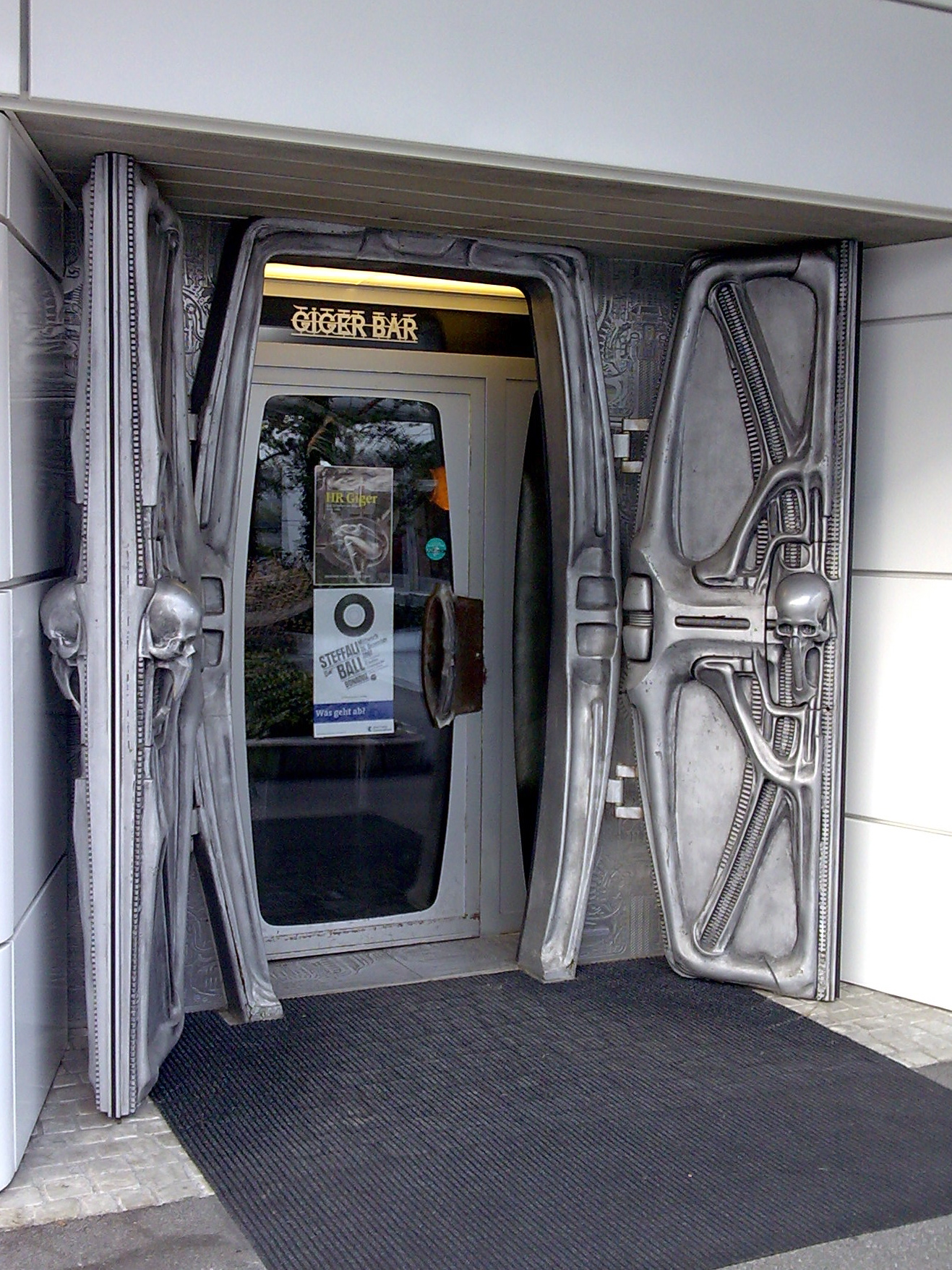
Eingang zur Giger-Bar in Chur
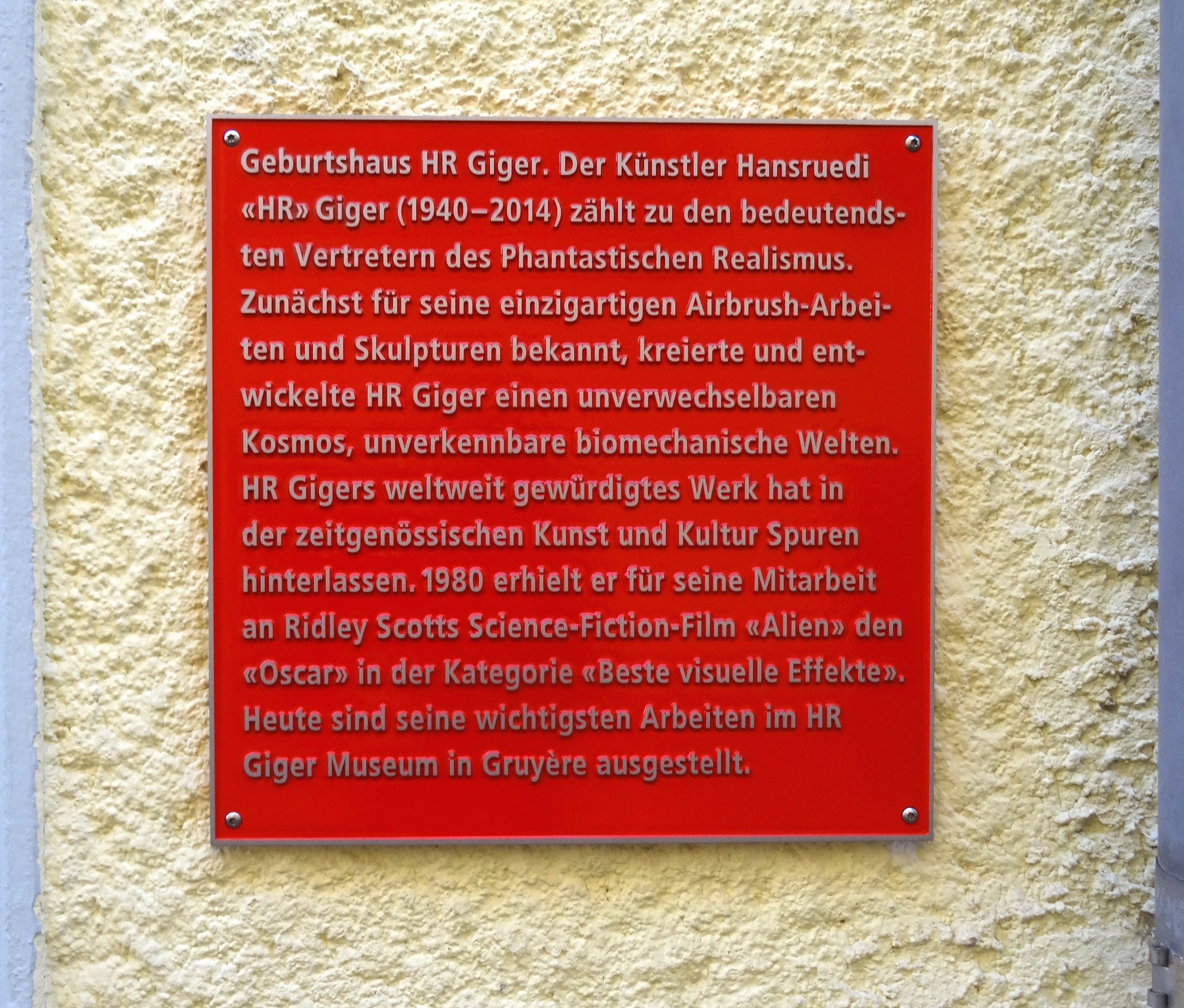
Tafel an Gigers Geburtshaus in der Storchengasse 17
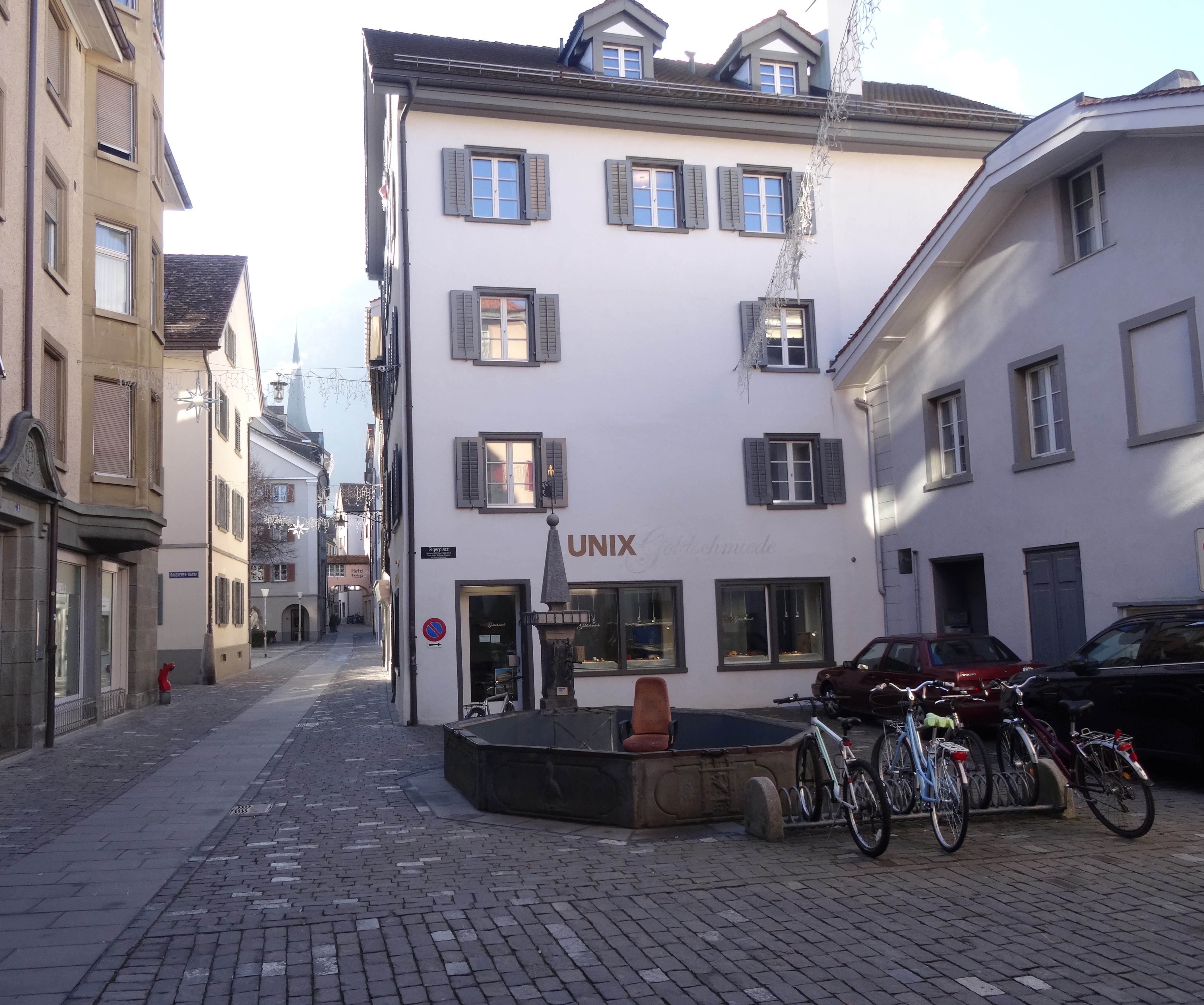
Gigerplatz an der Ecke Storchen-/Vazerolgasse

## Bibliographie
- 1971: ARh+
- 1974: Passagen
- 1976: H. R. Giger bei Sydow-Zirkwitz (Ausstellungskatalog)
- 1977: HR Giger’s Necronomicon 1, Neuauflage 2004, Grossformat A3, Hardcover, ISBN 978-3-89082-519-9
- 1981: HR Giger’s New York City
- 1984: Retrospective 1964–1984 (Ausstellungskatalog)
- 1985: HR Giger’s Necronomicon 2, Neuauflage 1996, Grossformat A3, Hardcover, ISBN 978-3-89082-520-5
- 1985: HR Giger’s Necronomicon 1+2, limitierte Sammleredition mit eingelegter Lithografie, ISBN 978-3-89082-555-7
- 1988: HR Giger’s Biomechanics, Neuauflage 2005, Grossformat A3, Hardcover, ISBN 978-3-89082-871-8
- 1989: Giger´s Alien. Film Design. 20th Century Fox. 5. Auflage. Edition C, Zug/Schweiz 2002, ISBN 978-3-89082-528-1.
- 1991: H. R. Giger ARh+, ISBN 3-8228-1317-6 (nicht identisch mit dem gleichnamigen Buch von 1971)
- 1992: Skizzen 1985
- 1993: Watch Abart ’93 (Ausstellungskatalog)
- 1995: Species Design
- 1996: HR Giger’s Filmdesign, Hardcover, ISBN 978-3-89082-583-0
- 1996: www HRGiger com
- 1996: Visioni di fine millennio (Ausstellungskatalog, limitierte Luxus-Version inkl. SHINE-inthecentre-CD-Album)
- 1998: Monsters from the ID
- 1998: The Mystery of San Gottardo
- 2002: Icons «HR Giger»
- 2004: Le Monde Selon HR Giger (Ausstellungskatalog)
- 2005: HR Giger in Prague (Ausstellungskatalog)
- 2005: HR Giger’s Necronomicon 1+2, Softcover, ISBN 978-3-89996-539-1
- 2006: Giger in Wien (Ausstellungskatalog, ISBN 3-901247-15-7)
- 2007: HR Giger, Das Schaffen vor Alien (Ausstellungskatalog)
- 2007: HR Giger, Escultura, Gràfica i Disseny (Ausstellungskatalog)
- 2013: H. R. Giger – Alien Diaries, ISBN 978-3-905929-45-4.[13]

## Sonstiges
Giger war massgeblich an der Lackierung einer Sonderedition der Ibanez Iceman, einer E-Gitarre, beteiligt. In der Lackierung verwirklichte er erneut das Thema der Biomechanik. Absinthe Brevans wurde 2007 mit einem Etikett von HR Giger auf den Markt gebracht.

„Wie kein anderer Künstler hat HR Giger die Tattooszene beeinflusst. Mehr noch: Mit dem von ihm erfundenen Biomechanoiden hat er sogar einen eigenen Tattoo-Stil etabliert“

## Ausstellungen (Auswahl)
- 1967: Zusammen mit Urban Gwerder die Poetenz-Show, eine Poetry-Performance
- 2006: «Giger in Wien» (Kunst Haus Wien, 24. Mai bis 1. Oktober 2006)
- 2007: H. R. Giger – Das Schaffen vor «Alien» (Bündner Kunstmuseum in Chur, 30. Juni bis 9. September 2007)
- 2008: H. R. Giger – Abgründe (Zitadelle Spandau in Berlin, 29. Juni bis 14. September 2008), gemeinsam mit Werken von Horst Janssen und Guido Sieber
- 2009: H. R. Giger – Kunst.Design.Film (Deutsches Filmmuseum in Frankfurt/Main, 21. Januar bis 26. Juli 2009)
- 2009: H. R. Giger – HR GIGER Retrospektive (Sala Kubo-Kutxa, San Sebastian in Spanien, 15. Oktober 2009 bis 6. Januar 2010)
- 2010: H. R. Giger – Film Design Retrospektive (Tampere Art Museum, Finnland, 30. Januar bis 5. April 2010)
- 2011: H. R. Giger – Träume und Visionen (Kunst Haus Wien, 10. März bis 26. Juni 2011)
- 2013: H. R. Giger – Die Kunst der Biomechanik (Lentos Kunstmuseum Linz, 5. bis 29. September 2013)[15]
- 2014: H. R. Giger – Der Zeitgeist des 20. Jahrhunderts (Galerie Sansvoix modern art in Leipzig, 12. März bis 29. Juni 2014)
- 2021: H. R. Giger – HR Giger & Mire Lee (Schinkel Pavillon in Berlin, 18. September 2021 bis 16. Januar 2022)[16]
- 2022: H. R. Giger – HR GIGER – Alien goes to Zeitz – Sammlung Jörg Czwikla (Museum Schloss Moritzburg in Zeitz, 21. Mai bis 30. Oktober 2022)[17][18]

## Ehrung
2013 wurde Giger in die Science Fiction Hall of Fame aufgenommen. 2014 wurde er für sein Lebenswerk mit dem Vincent Preis ausgezeichnet.